# JVG
JVG (in passato Jare & VilleGalle) è un duo di rapper proveniente da Helsinki e formato da Jare Joakim Brand e Ville-Petteri Galle.

## Storia
Il duo cominciò verso metà 2009 ed irruppe sulla scena musicale finlandese nell'ottobre 2010 grazie al rilascio di Epoo. Il loro album di debutto Mustaa kultaa divenne numero uno nelle classifiche a maggio 2011.
Il duo proviene dal mondo dello sport. Jare fu un giocatore di football americano nella Helsinki Wolverines e VilleGalle praticò hockey sul ghiaccio nei Jokerit junior e più tardi rinkball nella Bewe Sport.
Il 20 gennaio 2012 JVG ha vinto un Emma Award come Esordiente dell'anno e il loro album Mustaa kultaa come Album hiphop dell'anno durante gli Emma gaala tenutisi alla Barona Areena di Espoo.
Il 20 marzo 2012 la casa discografica Monsp Records ha dichiarato che la band ha cambiato il proprio nome da "Jare & VilleGalle" alla sigla "JVG". Nella stessa notizia venne pure dichiarato che il secondo album del duo, jvg.fi, avrebbe visto la luce il 30 maggio 2012. Il 28 marzo 2012 è stato inoltre pubblicato un video promozionale di una canzone contenuta nell'album, Ei sul riitä, sponsorizzato da Unibet. La Monsp Records ha anche pubblicato un secondo brano su Youtube, Karjala takaisin, il 16 aprile.
Nel 2012 JVG hanno fondato una propria casa discografica, la PME Records, assieme a Antti Kosonen e Andrei Kipahti.
Nel 2014 venne pubblicato il terzo album, Voitolla yöhön, pubblicato con la nuova etichetta discografica, contenente il singolo Huominen on huomenna, che raggiunse la prima posizione nelle classifiche.
Il 4 settembre 2015 è stato pubblicato il quarto album di studio, 247365, contenente i singoli Mauton jasso, 247 365 e Tarkenee.
Il 28 agosto 2017 è stato pubblicato il quinto album di studio del duo, Popkorni.
Il 14 giugno 2019 esce il sesto album di studio, Rata/Raitti.

## Discografia
- 2011 - Mustaa kultaa
- 2012 - jvg.fi
- 2014 - Voitolla yöhön
- 2015 - 247365
- 2017 - Popkorni
- 2019 - Rata/Raitti

## Premi e riconoscimenti
| Anno | Cerimonia               | Categoria                                                                  | Nomination         | Risultato       |
| ---- | ----------------------- | -------------------------------------------------------------------------- | ------------------ | --------------- |
| 2011 | Emma gaala              | Esordiente dell'anno (Vuoden tulokas)                                      | Jare ja Villegalle | Vincitore/trice |
| 2011 | Emma gaala              | Album hip-hop/elettronico dell'anno (Vuoden hiphop- / elektroninen-albumi) | Mustaa kultaa      | Vincitore/trice |
| 2015 | MTV Europe Music Awards | Miglior artista finlandese (Best Finnish Act)                              | JVG                | Vincitore/trice |
| 2015 | MTV Europe Music Awards | Miglior artista europeo (Best European Act)                                | JVG                | Candidato/a     |
| 2018 | MTV Europe Music Awards | Miglior artista finlandese (Best Finnish Act)                              | JVG                | Vincitore/trice |